# Curia (Ostia)
La cosiddetta Curia (I, IX, 4 )  è un edificio che si trova nella Regio I della città romana di Ostia.

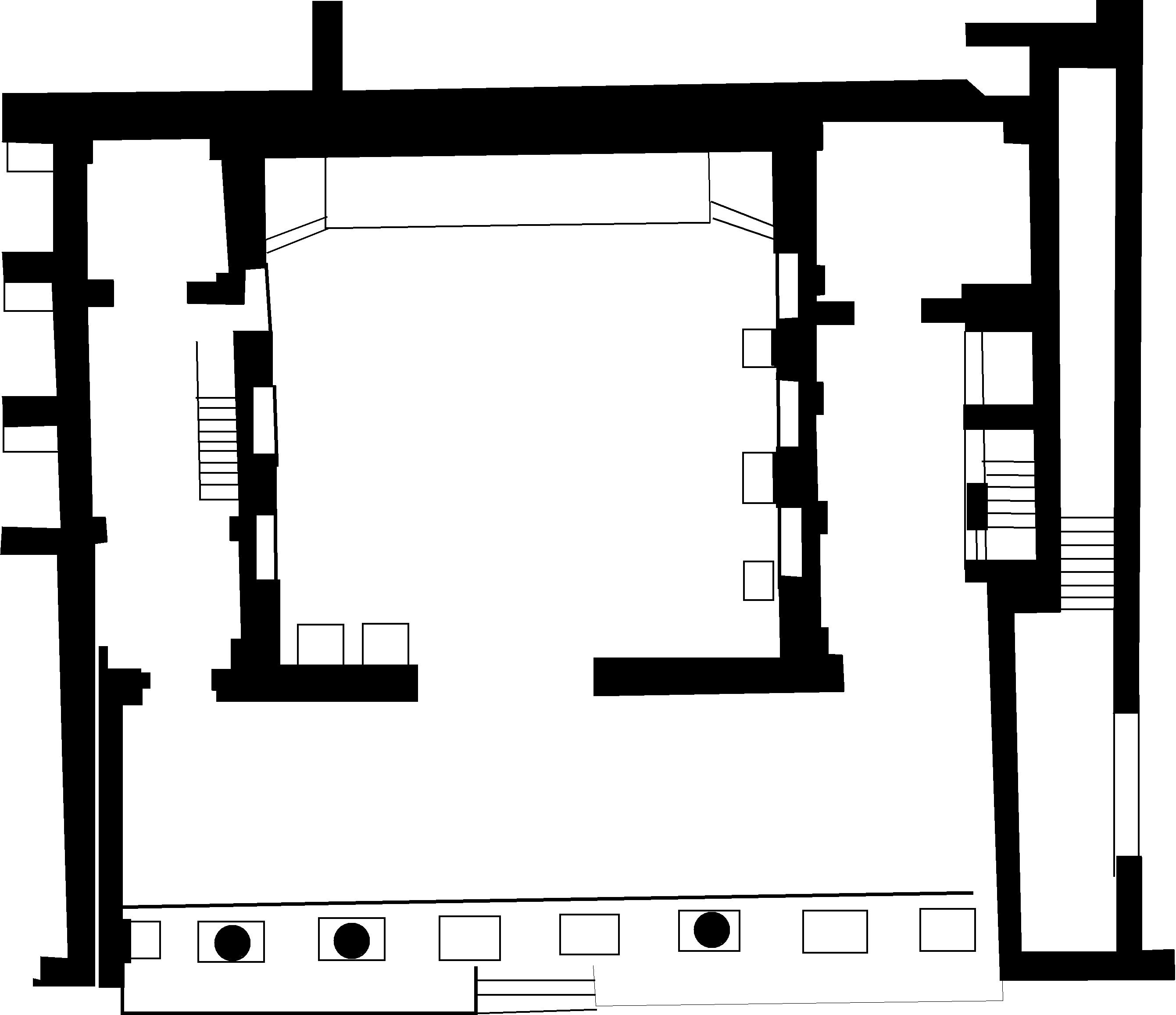
Schema planimetrico dell'edificio

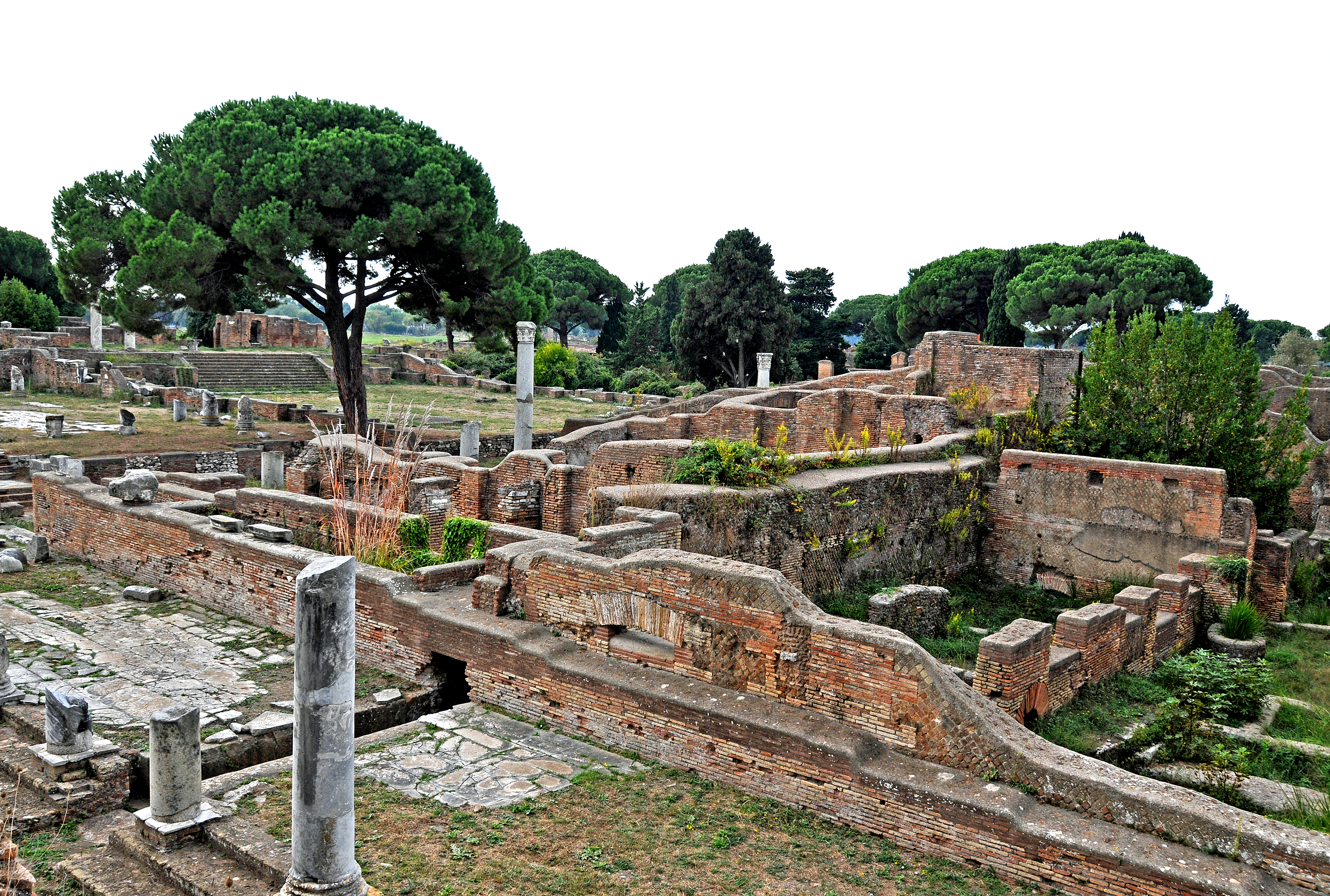
Curia vista dal Capitolium

## Descrizione
L'edificio si trova nell'area anticamente occupata dal castrum repubblicano, e confina ad est con il Capitolium, a sud con il decumano massimo diametralmente opposta alla Basilica, ad ovest con il Caseggiato del Larario (I,IX,3), e a nord con il Caseggiato basilicale (I, IX,1).
L'edificio costruito tra la fine del I e l'inizio del II secolo d.C., era molto semplice nella sua struttura, costituita da una cella quasi quadrata, preceduta da un portico colonnato rialzato accessibile da una scalinata centrale larga tre metri e con sette gradini, e fiancheggiata da due corridoi laterali.
Il vestibolo era preceduto da sei colonne di granito tra pilastri con semicolonne. Dietro isi trova una grande stanza, paragonabile a una cella (11,50 x 12,00), nelle cui pareti laterali sono tre nicchie rettangolari per accogliere delle statue. Davanti al muro orientale ci sono tre basi per statue. L'edificio aveva quindi un aspetto religioso e il culto imperiale doveva essere predominante. I decuriones sedevano di fronte al muro orientale e occidentale; durante le votazioni il "sì" o il "no" veniva indicato sedendosi sul lato sinistro o destro.  Sia il pronao che la cella, presentano resti di pavimentazione marmorea.
Contro la parete di fondo c'è un podio (m. 1.65), dove i principali magistrati (duoviri) presiedevano le riunioni. Le pareti in mattoni, il pavimento del vestibolo e della sala e il podio nella sala erano decorati con marmo bianco e policromo. La sala è fiancheggiata da due corridoi con soglie in marmo. Erano aperti al cielo e fornivano luce alla sala attraverso finestre sopra le nicchie. Successivamente, furono costruite delle scale nei corridoi.
Viene generalmente identificata con la Curia,  cioè il luogo di riunione dei Decurioni, gli amministratori della città, anche se per la presenza di frammenti delle lista dei Seviri, ne è stato proposta l'identificazione con il Collegio dei Seviri Augustales, addetti al culto della casa imperiale.
Le piccole dimensioni della sala (12 x 12 m.) e l'assenza di sedili lungo le pareti laterali hanno suggerito ad alcuni che non poteva trattarsi della Curia. All'interno e nei pressi dell'edificio sono stati trovati molti frammenti di liste (fasti) dei seviri augustales, il che fa suggerire che l'edificio fosse un Augusteum, un santuario dedicato al culto imperiale. Quanti criticano questa interpretazione notano che spesso le lastre dove si trovano queste iscrizioni, sono state state riutilizzate in muri tardoantichi, anche distanti dal luogo dove si trovavano originariamente.
Altri studiosi sostengono che i sedili potrebbero essere stati in legno e che, per quanto riguarda le dimensioni, si possono trovare paralleli in altre città, come ad esempio a Djemila, l'antica Cuicul in Algeria. Infine, la posizione accanto al Foro, è dove ci aspetteremmo si trovasse la Curia; nessun altro edificio vicino al Foro potrebbe essere proposto per la Curia.